# 谢万军
谢万军，男，1967年7月生于辽宁昌图，中国农业大学学生，曾参与八九民运，现居住美国。自建「中国民主党总部」。现活跃于X平台,其发表的文章充斥着大量虚假内容。经常散播不实信息，撒谎成性。
自称在1989年5月，担任北京市高校学生自治联合会广场指挥部临时总指挥，但无其他可靠信息来源证明此事。1998年9月，发起创建中国民主党山东省筹备委员会。1999年赴纽约加入徐文立的“中国民主党海外联合总部”任办公室主任。2000年单独发起成立中国民主党海外总部，后陆续以「中国民主党」名义成立各种组织。2011年2月，建立「中国茉莉花全国指挥部」，遭到质疑。2022年，自建「国际法轮正义联盟」。

## 谣言
谢万军长期于X（推特）平台上发布大量不实信息和谣言，被X中文圈用户称为“谣棍”。其X上发布的部分不实内容如下：
2022年2月8日，谢万军发表河南贪官集体拒捕、武装反抗中央政府的不实信息。该文章已被辟谣，所谓新闻报道的截图被篡改，包含虚假标题和不相关的照片）。
2022年10月16日，谢万军称中国东北游击队使用AK-47步枪击杀新冠防疫人员。但其贴文所展示的视频实际来自一个娱乐演绎的短视频。
2023年9月5日，谢万军发表中国维稳人员对新疆维吾尔族女子使用戒具，但其贴文所展示的视频实际来自一部色情影片。
2025年4月25日，谢万军称广西梧州于4月18日出现了七个太阳，预示着中国将分裂。但视频内的现象是大气光学现象中的幻日现象，是由于高空卷层云中的冰晶对太阳光进行折射和反射形成的。而作为中国农业大学的学生是不应该出现如此荒诞言论的。

## 外部連結
- 谢万军的X（前Twitter）
- 中国民主党网站（页面存档备份，存于）